# Hòa Bình, Chi Lăng
Hòa Bình là một xã thuộc huyện Chi Lăng, tỉnh Lạng Sơn, Việt Nam.
Xã Hòa Bình có diện tích 22,33 km², dân số năm 1999 là 2.903 người, mật độ dân số đạt 130 người/km².
Theo thống kê năm 2019, xã Hòa Bình có diện tích 22,33 km², dân số là 2.731 người, mật độ dân số đạt 122 người/km².